# Biện Hàn
Biện Hàn, cũng gọi là Biện Thần, là một liên minh lỏng lẻo của các bộ lạc tồn tại từ thời Công nguyên đến thế kỷ thứ 4 tại nam bộ bán đảo Triều Tiên. Biện Hàn là một trong Tam Hàn, cùng với Mã Hàn và Thìn Hàn.

## Lịch sử
Biện Hàn, cũng như hai liên minh còn lại của Tam Hàn xuất hiện với vị thế là hậu duệ của Thìn Quốc ở miền nam bán đảo. Các bằng chứng khảo cổ đã cho thấy sự gia tăng của các hoạt động quân sự và sản xuất vũ khí tại Biện Hàn vào thế kỷ thứ 3, đặc biệt là gia tăng các mũi tên và áp giáp sắt. Điều này có thể liên hệ đến sự suy tàn của Biện Hàn và sự lớn mạnh của liên minh Già Da (Gaya) có tính tập trung cao hơn. Gìa Da về sau bị sáp nhập vào lãnh thổ Tân La, một trong Tam Quốc Triều Tiên.

## Văn hóa-thương mại
Theo Tam quốc chí, ngôn ngữ và văn hóa của Biện Hàn về cơ bản tương tự như Thìn Hàn, và các vật khảo cổ chỉ cho thấy những khác biệt nhỏ. Biện Hàn có thể đơn giản chỉ là các bộ lạc ở phía nam và tây của thung lũng sông Nakdong không là thành viên chính thức của liên minh Thìn Hàn.
Cũng theo Tam quốc chí, Biện Hàn được biết đến với sản xuất đồ sắt; nó xuất khẩu các loại đồ sắt sang các quận do người Hán cai quản ở phía bắc, Yamato tại Nhật Bản cũng như các nơi khác trên bán đảo Triều Tiên. Biện Hàn cũng là trung tâm của sản xuất đồ đá.

## Tiểu quốc bộ lạc
Theo Tam quốc chí, Biện Hàn gồm 12 tiểu quốc bộ lạc:
- Mirimidong (미리미동국/彌離彌凍國, Di Li Di Đống Quốc), nay thuộc Miryang.
- Jeopdo (접도국/接塗國, Tiếp Đồ Quốc), nay thuộc Haman.
- Gojamidong (고자미동국/古資彌凍國, Cổ Tư Di Đống Quốc), nay thuộc Goseong.
- Gosunsi (고순시국/古淳是國, Cổ Thuần Thị Quốc), nay thuộc Jinju, Sacheon hay Goseong.
- Ballo (반로국/半路國, Bán Lộ Quốc), nay thuộc Seongju.
- Nangno (낙노국/樂奴國, Lạc Nô Quốc), nay thuộc Hadong hay Namhae.
- Gunmi (군미국/軍彌國, Quân Di Quốc), nay thuộc Sacheon.
- Mioyama (미오야마국/彌烏邪馬國, Di Ô Da Ma Quốc), nay thuộc Goryeong.
- Gamno (감로국/甘路國, Cam Lộ Quốc), nay thuộc Gimcheon.
- Guya (구야국/狗邪國, Cẩu Da Quốc), nay thuộc Gimhae.
- Jujoma (주조마국/走漕馬國, Tẩu Tào Mã Quốc), nay thuộc Gimcheon.
- Anya (안야국/安邪國, An Da Quốc), nay thuộc Haman.
- Dokgno (독로국/瀆盧國, Độc Lô Quốc), nay thuộc Dongnae.